# Michael Conner
Pour les articles homonymes, voir Conner.
Œuvres principales
- Chien d'aveugle

Michael Conner, né en 1951 à Oakland en Californie, est un écrivain américain de science-fiction.

## Œuvres

### Romans
- (en) I Am Not the Other Houdini, Harper & Row, 1978
- (en) Groupmind, Berkley Books, 1984
- (en) Eye of the Sun, Ace Books, 1988
- (en) Archangel, Tor Books, 1995

### Nouvelles traduites en français
- Les Marches de la nuit, 1983 ((en) The Night Stair, 1982)Parue dans la revue Fiction no 345 aux éditions OPTA
- Mort-né, 1983 ((en) Stillborn, 1982)Parue dans la revue Fiction no 346 aux éditions OPTA
- Le Spectre de Fergussen, 1986 ((en) Fergussen's Wraith, 1985)Parue dans la revue Fiction no 373 aux éditions OPTA
- Chien d'aveugle, 1999 ((en) Guide Dog, 1991)Parue dans la revue Étoiles vives no 6 aux éditions Le Bélial' - Prix Nebula de la meilleure nouvelle longue 1991